# Pazifische Küste

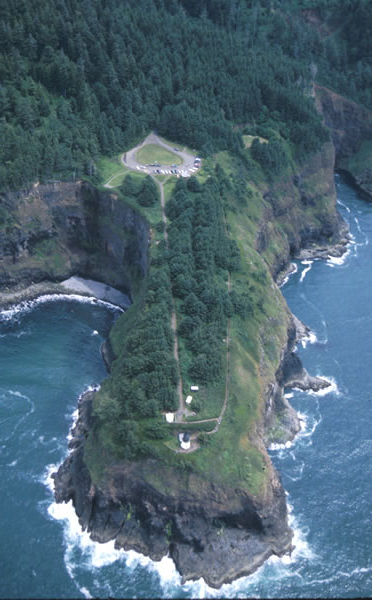
Cape Meares in Oregon (USA)

Die Pazifische Küste ist die den Pazifischen Ozean tangierende Küste.

## Geographie

### Amerika
In Amerika ist die Pazifische Küste die Westküste. 
- Nordamerika
  - Alaska Panhandle (USA)
  - Westküste der Vereinigten Staaten von Amerika Blick auf den Pazifik von einem Strand westlich von Forks, Washington
  - Pazifischer Nordwesten
  - Sunshine Coast (Kanada)
  - Oregonische Küste (USA)
  - Kalifornische Küste (USA)

Blick auf den Pazifik von einem Strand westlich von Forks, Washington

    - Malibu, berühmter Badeort und Treffpunkt der Reichen und Schönen (USA)

  - Mexiko
    - Niederkalifornien
    - Acapulco (Mexiko), berühmte Küstenstadt mit hohen Felsen

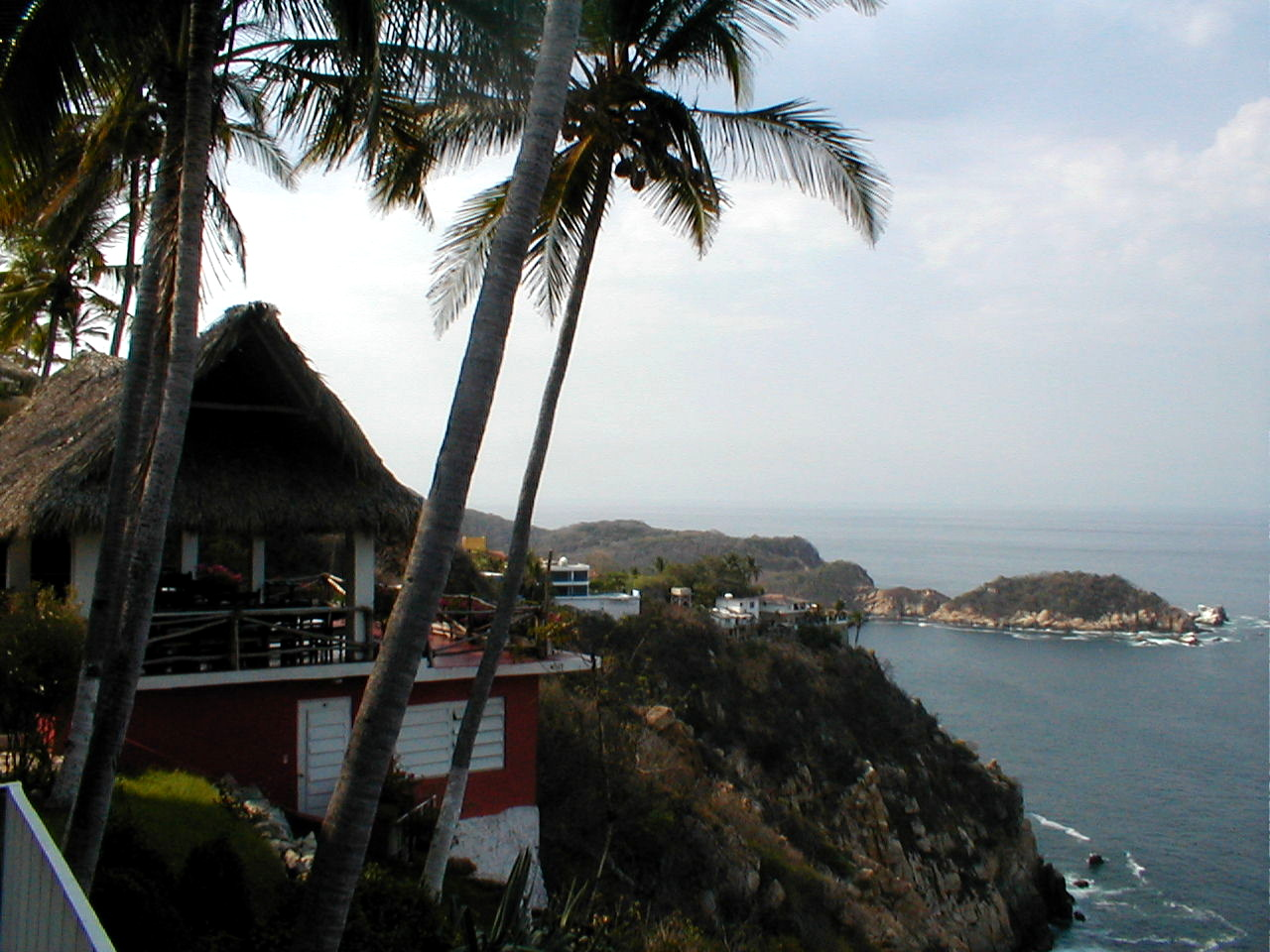
Acapulco (Mexiko)

- Südamerika
  - Feuerland (Chile)
  - Atacamawüste

### Asien
Ostasien grenzt an den Pazifik; siehe auch Nordwestpazifik.

### Australien und Neuseeland
Die Besiedlung Australiens ist hauptsächlich an der fruchtbaren östlichen Küste des Pazifiks konzentriert, z. B. Sydney und Brisbane und Great Barrier Reef. Der Tourismus ist ein hauptsächlicher Wirtschaftsfaktor in dieser Region, z. B. Surfen, Tauchen, Fischen und Schwimmen.
In Neuseeland grenzt die Ostküste an den Pazifik. Die Nordinsel hat zwei große Buchten (Bay of Plenty und Hawke Bay). Die Südinsel hat eine langgezogene, gerade Küstenlinie, die durch zwei Halbinseln begrenzt wird (Banks Peninsula und Otago Peninsula). Wie in Australien ist diese Region ein Touristenziel, u. a. wegen der Surfmöglichkeiten, des Fischens und der Walbeobachtungsmöglichkeiten. Der Artikel Sunshine Coast (Queensland) beschreibt die Region an der Küste des australischen Bundesstaates Queensland.

## Geologie
An der pazifischen Küste finden sich folgende große Gebirge: Die Rocky Mountains in Nordamerika, die Anden (Cordillera de la Costa in Südamerika), Neuseeländische Alpen, Australische Alpen, Owen-Stanley-Gebirge (Papua-Neuguinea) sowie die Gebirge Japans und das Korjakengebirge in Russisch-Fernost.

## Staaten
Anrainerstaaten des Pazifiks und seiner Randmeere sind: 

### Amerika
Chile, Costa Rica, Ecuador, El Salvador, Guatemala, Honduras, Kolumbien, Mexiko, Nicaragua, Panama, Peru, USA, Kanada.

### Asien
Brunei, China, Indonesien, Japan, Kambodscha, Malaysia, Nordkorea, Philippinen, Russland, Singapur, Südkorea, Taiwan, Thailand, Vietnam, 

### Polynesien
Australien, Fidschi, Kiribati, Marshallinseln, Mikronesien, Nauru, Neuseeland, Palau, Papua-Neuguinea, Tuvalu, Salomonen, Samoa, Tonga, Vanuatu

## Zoologie
Die Pazifische Küste ist der Lebensraum folgender Tiere bzw. Tierarten:
- Seehunde
- Wale
- Koralle
- Möwen